# Рахлина, Элеонора Натановна
Элеонора (Леонора, Елена) Натановна Рахлина (укр. Рахліна Леонора Натанівна) (9 ноября 1934, Харьков — 27 апреля 2006, Киев) — советский и украинский краевед (киевовед), специалист по истории и архитектуре Киева, экскурсовод.

## Биография
Родилась в семье дирижёра, Народного артиста СССР Натана Рахлина. С 1937 семья Рахлиных жила в Киеве.
С началом войны по стечению обстоятельств оказалась в детском доме, однако позднее мать разыскала её. Поскольку документы на ребёнка оказались утеряны, матери Леоноры пришлось формально удочерить свою же родную дочь.
После войны окончила школу и поступила в Ленинградский институт живописи, скульптуры и архитектуры имени Репина (факультет искусствоведения), параллельно училась в Ленинградском библиотечном институте имени Крупской, на факультете библиографии.
С 1959 работала в отделе библиографии Центральной медбиблиотеки Киева. В 1961 вышла замуж и уехала на Крайний Север. В Североморске работала журналистом, писала рассказы и книги по искусству. В 1968 году вернулась в Киев.
В том же году Леонора Рахлина стала работать в Киевском бюро путешествий и экскурсий. В то время, по воспоминаниям Рахлиной, в Киеве устраивалась только одна, обзорная экскурсия по городу, а также проводились три экскурсии по стране — в Умань, Корсунь-Шевченковский и Чернигов. Со временем ей удалось значительно расширить круг тем: на 2005 год, к моменту завершения «рахлинского» путеводителя по Киеву, было уже 165 экскурсионных маршрутов по столице и всей стране.
Пользовалась репутацией лучшего знатока истории строений в «старой» части Киева.
В 1979 году, в период подготовки к 1500-летию Киева, организовала клуб любителей города «Летопись», на его базе сформировалось Киевское историко-краеведческое объединение «КЛИО», которым она руководила до самой смерти. С самого начала существования объединения и до 1982 года оно заседало в киевской библиотеке имени Гоголя по Красноармейской улице, 136. Материалы прошедших за это время заседаний по-прежнему хранятся в архиве библиотеки.
Как в советские годы, так и в новое время занималась спасением от сноса зданий в исторических районах Киева. Например, исключительно Элеоноре Рахлиной принадлежит заслуга в спасении от разрушения дома, в котором поэт и писательница Леся Украинка написала в 1893 году свою «Давню казку», а также «Мелодії» (Стрелецкая улица, 15 — теперь в нём находится посольство Норвегии на Украине
).
Смогла добиться установки памятной доски своему отцу (улица Ивана Франко в Шевченковском районе города, дом 25/40, на углу с улицей Богдана Хмельницкого), однако это чуть не стоило ей собственной квартиры, которую она заложила, чтобы покрыть расходы на установку доски. В 1996 году из-за сложившейся ситуации объявила голодовку, которую держала 21 день. В итоге её пришлось госпитализировать, а большая часть денег для Леоноры Рахлиной была собрана друзьями и сочувствующими на Украине и за рубежом. Оставшуюся же часть суммы она позднее выиграла в телевизионной игре «Перший мільйон».
В последние годы жила в доме 43/16 по Красноармейской улице. До последних дней продолжала работать.
Скоропостижно скончалась в апреле 2006 года на 72-м году жизни. Похоронена на Байковом кладбище Киева.

## Память

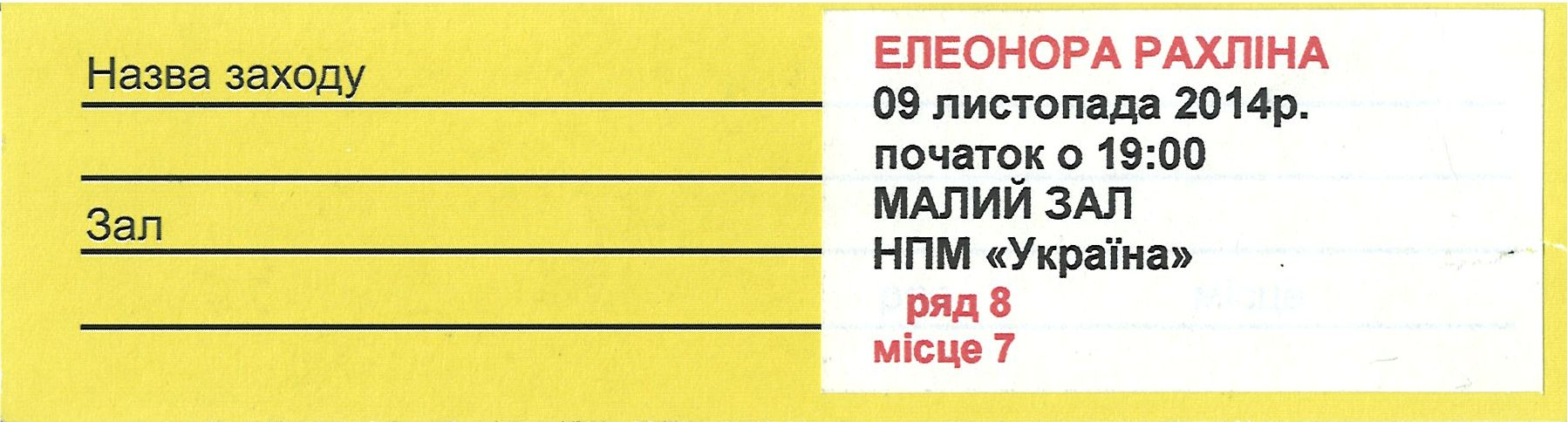
Билет на вечер памяти Элеоноры Натановны Рахлиной

- На доме 43/16 по Большой Васильковской улице, где Элеонора Рахлина жила с 1997 года, 9 ноября 2007 открыта мемориальная доска, выполненная сыном экскурсовода, скульптором Игорем Лысенко.

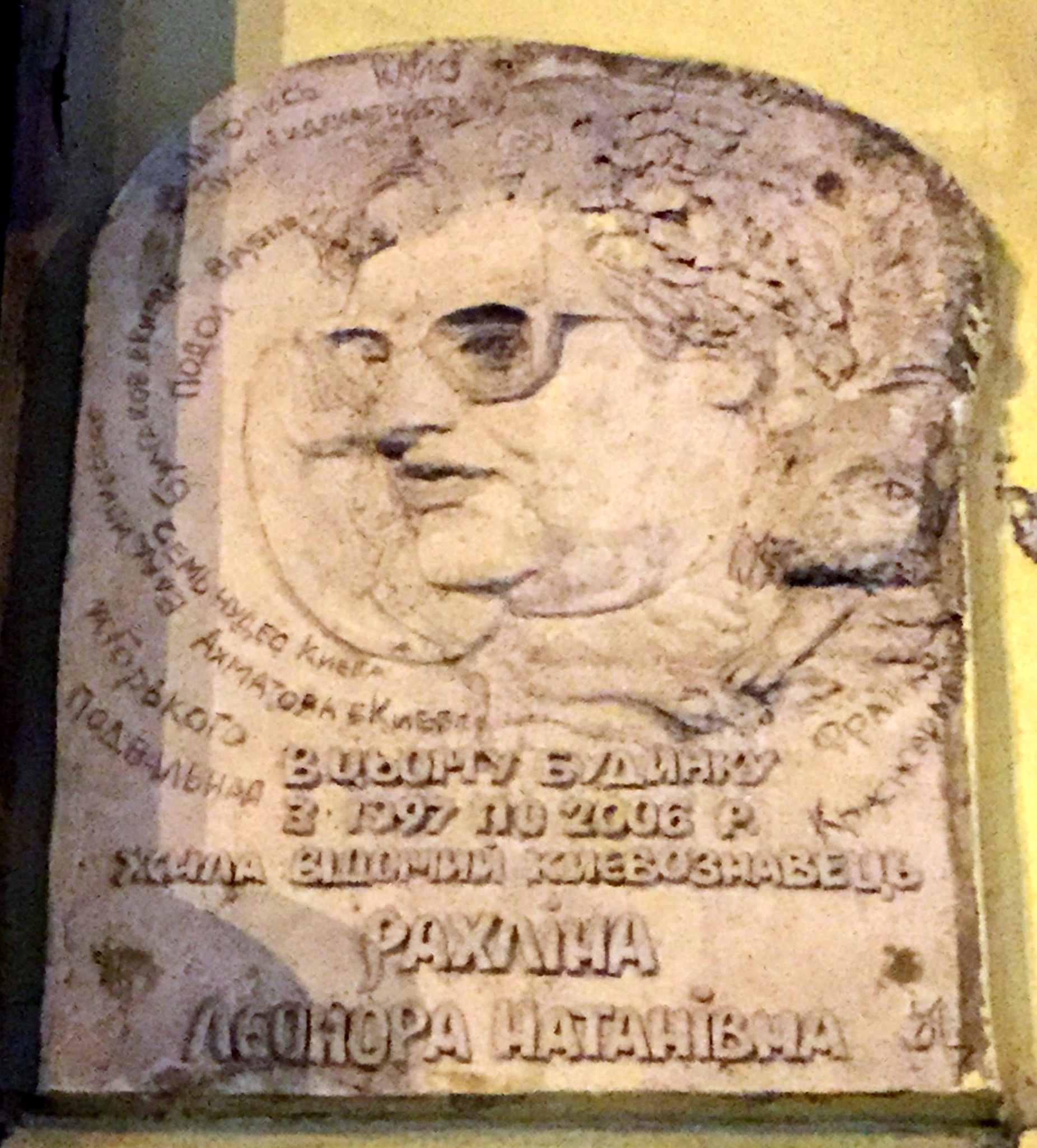
Памятная доска Элеоноре Рахлиной в Киеве

Имя Леоноры Рахлиной упоминается и в творчестве некоторых украинских авторов-исполнителей — например, в песне «Владимирский спуск» киевского барда Анатолия Лемыша:

Владимирский спуск занесён снегопадом,

Сойти на Подол — что Помпею отрыть.

Я словно иду с экскурсантами рядом,

И сам не решаюсь о нём говорить.

<…>

Как окна твои мне когда-то светили!

Как корчились крылья, с судьбой не в ладу!

Елена Натановна, Вы мой Вергилий,

Все тайны Подола я с Вами пройду.

Иоанна Хмелевская пишет о ней в «Автобиографии»: «Несколько раньше приехала из Советского Союза Елена Рахлина и позвонила мне. Представилась моей горячей поклонницей. В Польше она оказалась благодаря своему отцу, заслуженному артисту Советского Союза. Он прибыл к нам на концерты и свалился с инфарктом; сперва лежал в больнице, а потом восстанавливал здоровье в Константине. Елене разрешили выехать к отцу. Она жила в Польше уже три месяца и за это время овладела языком. Думаю, она не обидится, если я напишу о ней правду: Елена расчудесная сумасбродка, которой мы с Алицией и в подмётки не годимся. Историк искусства, переводчик со словацкого, экскурсовод по киевским историческим памятникам, и ещё бог весть кто, польским она овладела странным методом, но с талантом: творила новые слова согласно духу языка. По-русски и по-украински говорила она так красиво, ярко и богато, что даже я понимала. Елена обладала ужасной привычкой ставить окружающих перед свершившимся фактом, а потом хоть бейся головой о стену, приспосабливаясь к её неистовым выходкам».